# Relations entre le Canada et la Géorgie
Les relations entre le Canada et la Géorgie sont les relations bilatérales et diplomatiques entre la Géorgie et le Canada.
Le Canada et la Géorgie établissent des relations diplomatiques en 1991. Les deux pays sont membres des Nations unies.
La communauté géorgienne au Canada compte au total 3 155 personnes selon le recensement canadien de 2011, ce qui représente une augmentation par rapport au recensement de 2006. La plupart des Canadiens d’origine géorgienne résident dans les grandes régions métropolitaines du pays'.

## Historique
Pendant la Seconde Guerre mondiale, en 1945, des soldats canadiens sont envoyés sur l’île néerlandaise de Texel pour négocier la fin du soulèvement géorgien contre les Allemands.
Le Canada reconnaît la Géorgie peu après sa séparation de l'Union soviétique en 1991. En juillet 1992, le Canada et la Géorgie établissent officiellement des relations diplomatiques. Depuis l’établissement des relations diplomatiques, les relations entre les deux nations se sont progressivement améliorées.
En 2008, pendant la guerre russo-géorgienne, le Canada soutient fermement l'intégrité territoriale et la souveraineté de la Géorgie et de son gouvernement démocratiquement élu. De plus, le Canada ne reconnaît pas l'indépendance de l'Abkhazie et de l'Ossétie du Sud et continue de les considérer comme parties intégrantes de la Géorgie.
En 2011, la Géorgie ouvre une ambassade à Ottawa. La même année, le Canada ouvre un consulat honoraire à Tbilissi. Le gouvernement canadien s'engage à fournir une aide humanitaire et à financer un projet conjoint avec les États-Unis, en vue de la création et de l'agrandissement du Centre de coordination des restes d'explosifs de guerre en Géorgie. La Géorgie reçoit l'aval du Canada pour une éventuelle adhésion à l'OTAN.
En octobre 2011, les deux pays signent un protocole d’accord visant à promouvoir davantage les relations économiques.

## Économie
En 2019, les échanges commerciaux entre le Canada et la Géorgie s'élèvent à 39 millions de dollars canadiens. Les principales exportations du Canada vers la Géorgie comprennent: des véhicules et équipements, des machines, des produits d'origine animale, et des produits chimiques. Les principales exportations de la Géorgie vers le Canada comprennent: des produits alimentaires, des textiles, des métaux, et des véhicules.

## Représentations diplomatiques
- Le Canada est accrédité auprès de la Géorgie depuis son ambassade à Ankara, en Turquie, et dispose d’un consulat honoraire à Tbilissi[9].
- La Géorgie dispose d’une ambassade à Ottawa[10].